# Tetragonodon ctenorynchus
Tetragonodon ctenorynchus är en kräftdjursart. Tetragonodon ctenorynchus ingår i släktet Tetragonodon och familjen Philomedidae. Inga underarter finns listade i Catalogue of Life.